# Giulio Giuseppe Mozzi
Giulio Giuseppe Mozzi del Garbo (Firenze, 23 febbraio 1730 – Firenze, 16 aprile 1813) è stato un matematico, politico e poeta italiano.

## Biografia
Nato da una famiglia aristocratica, ricevette un'educazione umanistica che lo motivò a diventare poeta. Nel 1756 scrisse infatti due componimenti brevi: Inno al Sole e Ode alla Noia. Dignitario alla corte di Ferdinando III di Toscana, fu attratto come già lo era stato Fermat dagli studi matematici: si unì quindi a Paolo Frisi all'Università di Pisa.
Dopo un periodo da autodidatta, pubblicò nel 1763 il Discorso matematico sopra il rotamento momentaneo dei corpi, scritto in malattia per distrarsi, e da lui reputato di interesse molto limitato come si evince dall'introduzione; quindi abbandonò la disciplina e viaggiò per l'Europa per apprendere i nuovi sviluppi scientifici e politici.
La sua opera fu invece molto importante per la meccanica razionale, specialmente per la novità costituita dal teorema che oggi porta il suo nome, e dal concetto di coppia di forze e ad alcune sue proprietà che saranno poi precisati da Poinsot, e in cui nasce la trattazione della forza impulsiva.
In seguito al matrimonio con Maria Francesca Buonguglielmi, acquisì alla famiglia anche il patrimonio di Francesco Veneri, che comprendeva anche quello della Compagnia Veneri & Minerbetti. Nel 1793 Nelli e Calendi gli dedicarono la terza parte della Vita e commercio letterario di Galileo Galilei.
Divenuto membro del governo senatorio instaurato dopo il crollo iniziale delle Repubbliche sorelle italiane nel 1799, fu nominato nel 1801 primo ministro del nuovo re d'Etruria Ludovico I di Borbone, poi della reggente Maria Luisa d'Austria, anche se come politico non fu sempre all'altezza dei gravi frangenti in cui si trovava. Caduto il regno nel 1808 fu nominato infine presidente generale dell'Accademia fiorentina.